# مارچینکووو گورنه
مارچینکووو گورنه (به لهستانی: Marcinkowo Górne) یک روستا در لهستان است که در گمینا گانساوا واقع شده‌است.